# Henri Falcoz
Pour les articles homonymes, voir Falcoz.
Henri Falcoz est un homme politique français né le 6 mai 1884 à Saint-Jean-de-Maurienne en Savoie et mort le 24 mai 1936 à Neuilly-sur-Seine (Seine actuellement Hauts-de-Seine).

## Vie politique
Député de la Savoie de 1924 à 1936, il siège d'abord comme républicain-socialiste, puis comme radical-socialiste, puis enfin comme radical indépendant.
Sous-secrétaire d'État aux Travaux Publics du 2 mars au 28 novembre 1930 dans le gouvernement André Tardieu (2).
Il est maire de Saint-Jean-de-Maurienne de 1912 à 1935.

## Source
- « Henri Falcoz », dans le Dictionnaire des parlementaires français (1889-1940), sous la direction de Jean Jolly, PUF, 1960 [détail de l’édition]